# Caracas
Caracas (phát âm IPA [ka'ɾakas]) là thành phố thủ đô của Venezuela. Diện tích 1930 km², dân số nội thị là 3,27 triệu người. Thành phố này tọa lạc phía bắc quốc gia này, theo đường viền của thung lũng núi hẹp trên Dãy núi duyên hải (Cordillera de la Costa). Nhiệt độ của thung lũng ấp áp và vùng đô thị hóa của thung lũng Caracas nằm trên độ cao 760–910 m trên mực nước biển. Thung lũng này nằm gần biển Caribê, bị tách biệt khỏi bờ bởi dãy núi (Cerro Ávila) cao 2200 m. Về phía nam là các đồi và núi. Trung tâm lịch sử của Caracas, được gọi là Libertador Municipality, ước có khoảng 2,1 triệu dân năm 2005. Cùng năm 2005, dân số chính thức của vùng đô thị này là 3,3 triệu người. Distrito Capital (Quận thủ đô) là nơi tập trung các cơ quan hành chính của Caracas, nằm trên một phần của bang Miranda. Dân số của vùng đô thị Caracas (bao gồm cả các thành phố ngoài Quận thủ đô) là 4,7 triệu.

## Lịch sử

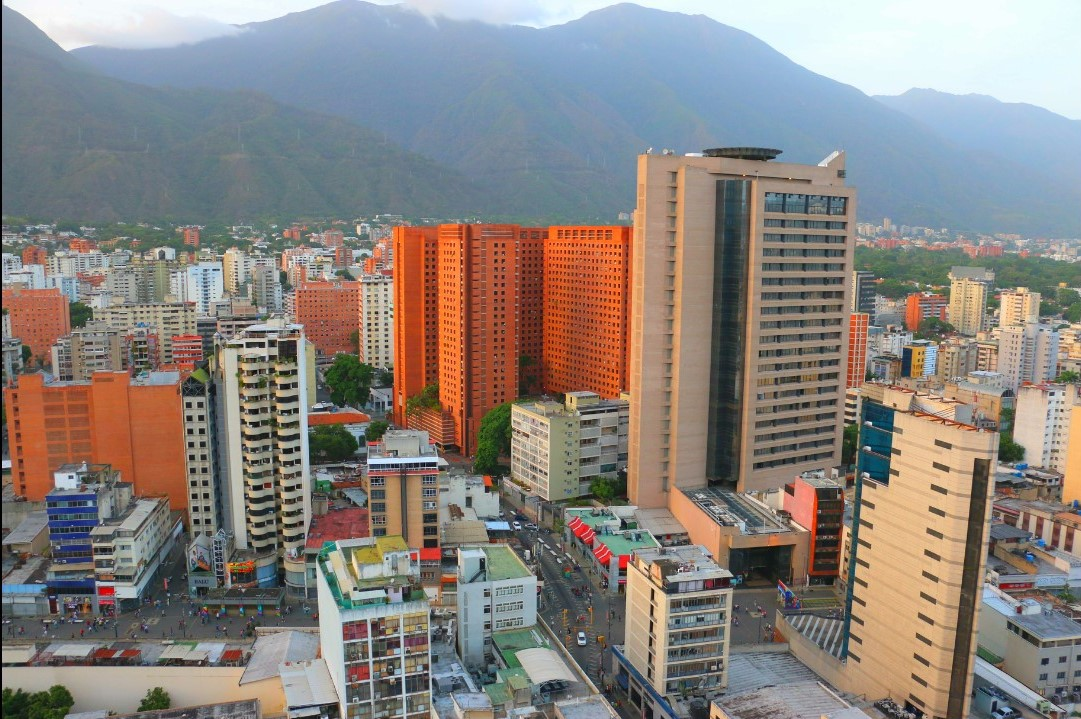
Sabana Grande, Caracas (2018).

Hơn 500 năm trước, khu vực này đã có các nhóm thổ dân hiền hòa sinh sống tại đây và Caracas vẫn chưa hiện hữu. Năm 1562, Francisco Fajardo, một người thực dân Tây Ban Nha đã thiết lập một đồn điền ở đây. Fajardo không ở thung lũng này được lâu và đã bị dân địa phương trục xuất. Đây là lần nổi loạn cuối cùng của thổ dân vì ngày 25 tháng 7 năm 1567, thuyền trưởng người Tây Ban Nha Diego de Losada đã đặt nền móng cho một thành phố Santiago de Léon de Caracas, và khu định cư của người dân tộc Catuchacao đã được chuyển từ nằm dưới ảnh hưởng của những kẻ thực dân sang một thành phố mới Caracas.
Việc trồng trọt cacao đã kích thích thành phố phát triển và trở thành tỉnh lỵ của Venezuela.
Một cố gắng cách mạng để giành độc lập được tổ chức bởi José María España và Manuel Gual đã bị đàn áp ngày 13 tháng 7 năm1797. Nhưng các ý tưởng của Cách mạng Pháp và Chiến tranh giành độc lập Mỹ đã truyền cảm hứng cho người dân và ngày 5 tháng 7 năm 1811 một Tuyên ngôn độc lập đã được ký ở Caracas. Thành phố này là nơi sinh của hai nhân vật tiêu biểu ở châu Mỹ Latin là: Francisco de Miranda và "El Libertador" Simón Bolívar. Một trận động đất đã phá hủy Caracas ngày 26 tháng 3 năm 1812 và được miêu tả bởi chính quyền là hình phạt của thần linh dành cho những nổi loạn chống nhà vua Tây Ban Nha trong thời kỳ Chiến tranh giành độc lập Venezuela. Thung lũng trở thành nghĩa địa và chiến tranh tiếp tục cho đến ngày 24 tháng 6 năm, 1821, khi Bolívar đã giành được một chiến thắng quyết định đối với những kẻ bảo hoàng tại Carabobo.
Khi nền kinh tế của quốc gia giàu dầu mỏ Venezuela tăng trưởng ổn định trong giai đoạn đầu của thế kỷ 20, Caracas đã trở thành một trong những trung tâm kinh tế của châu Mỹ Latin và cũng được biết đến là trung tâm ưa thích giữa châu Âu và Nam Mỹ. Trong thập niên 1950, Caracas bắt đầu chương trình hiện đại hóa rộng lớn và đã tiếp tục cho đến thập niên 1960 và 1970. Công trình Ciudad Universitaria de Caracas, do kiến trúc sư trường phái hiện đại Carlos Raúl Villanueva thiết kế, ngày nay là một di sản thế giới của UNESCO đã được xây. Cùng với El Silencio, cũng với Villanueva, nhiều quận dân cư của giới công nhân và trung lưu (Bello Monte, La Floresta, La Castellana, Sabana Grande, Las Mercedes, Los Palos Grandes, La Florida, Valle Arriba, Chuao, Cafetal, v.v.) đã mọc lên trong thung lũng, vượt qua ranh giới với phía Đông và Đông-Nam. Ngày 17 tháng 10 năm 2004, một trong những tháp Parque Central bị cháy. Sự thay đổi cơ cấu kinh tế của quốc gia này, hiện phục thuộc vào ngành dầu khí và sự phát triển nhanh của Caracas đã có sức hút lớn cho nạn di dân từ nông thôn, tạo ra vành đai các khu ổ chuột trong thung lũng Caracas.
- Lịch sử và địa lý của thung lũng, Maurice Wiesenthal, bài viết xuất hiện trong sách Caracas, xuất bản năm 1981.

## Các địa điểm tham quan

Phân dạng đẹp
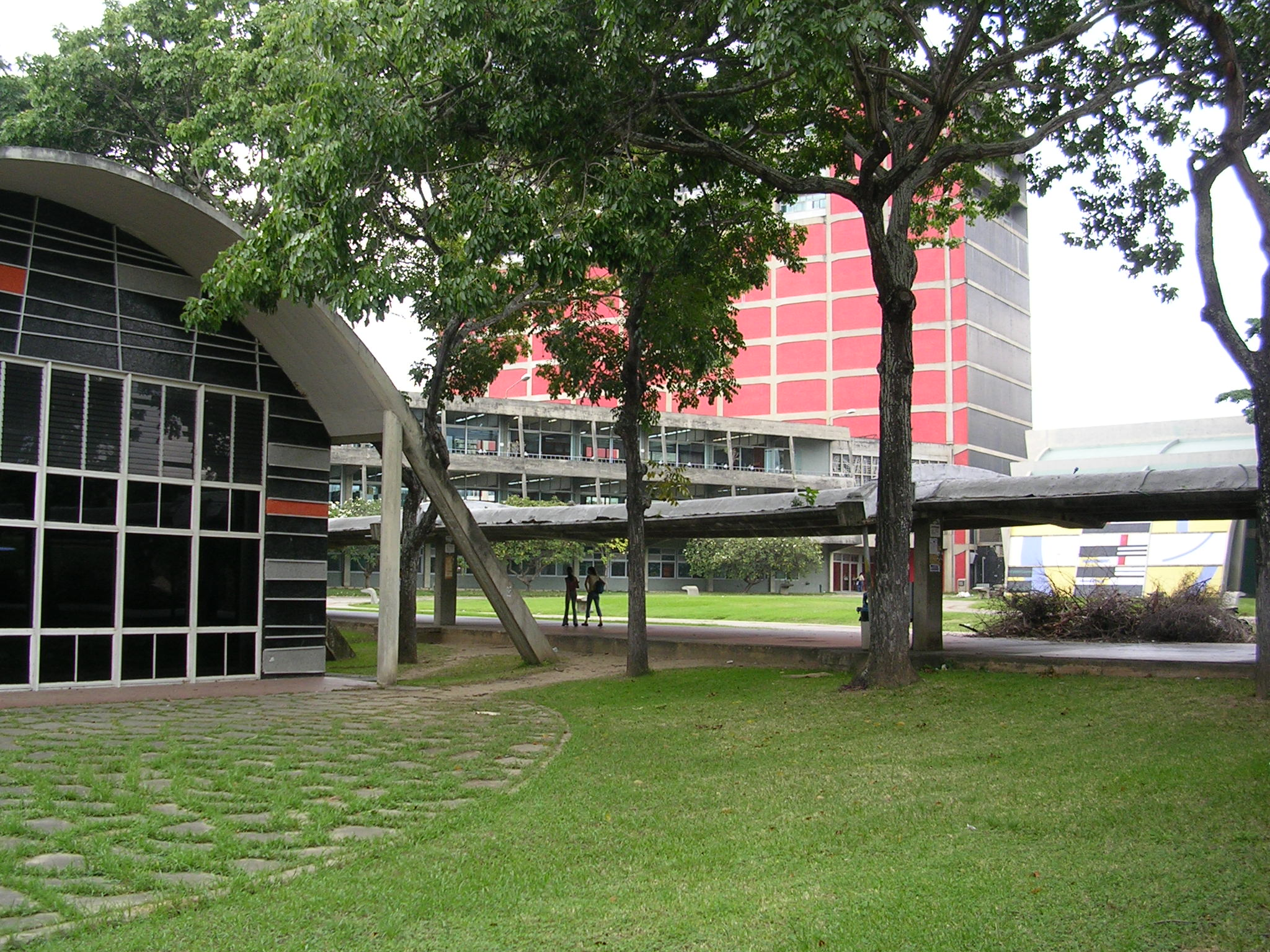
Thư viện chính của Ciudad Universitaria de Caracas
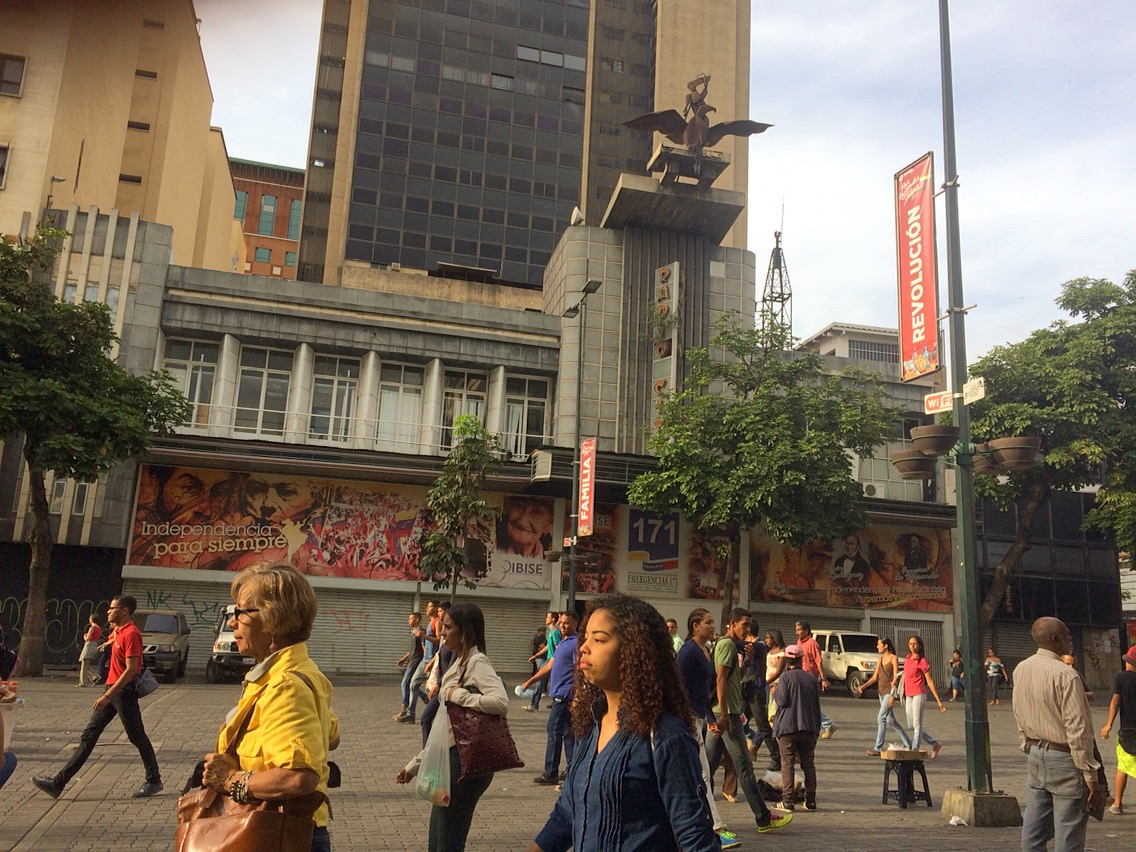
Sabana Grande
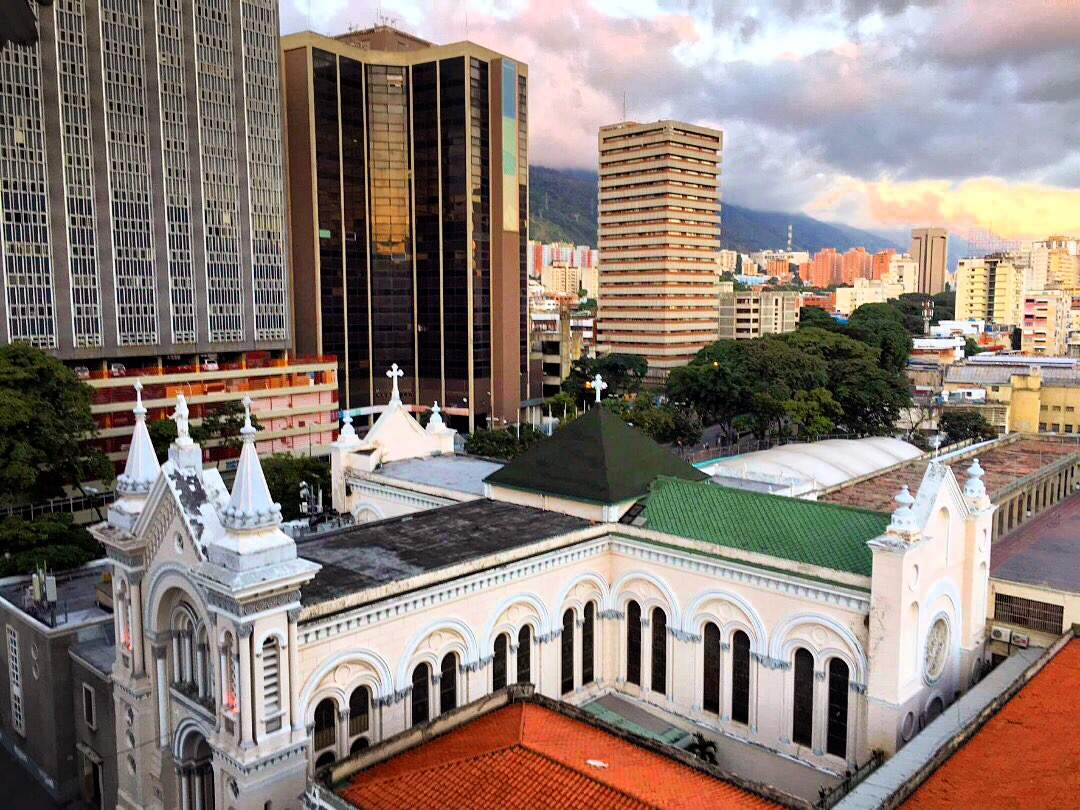
La Candelaria
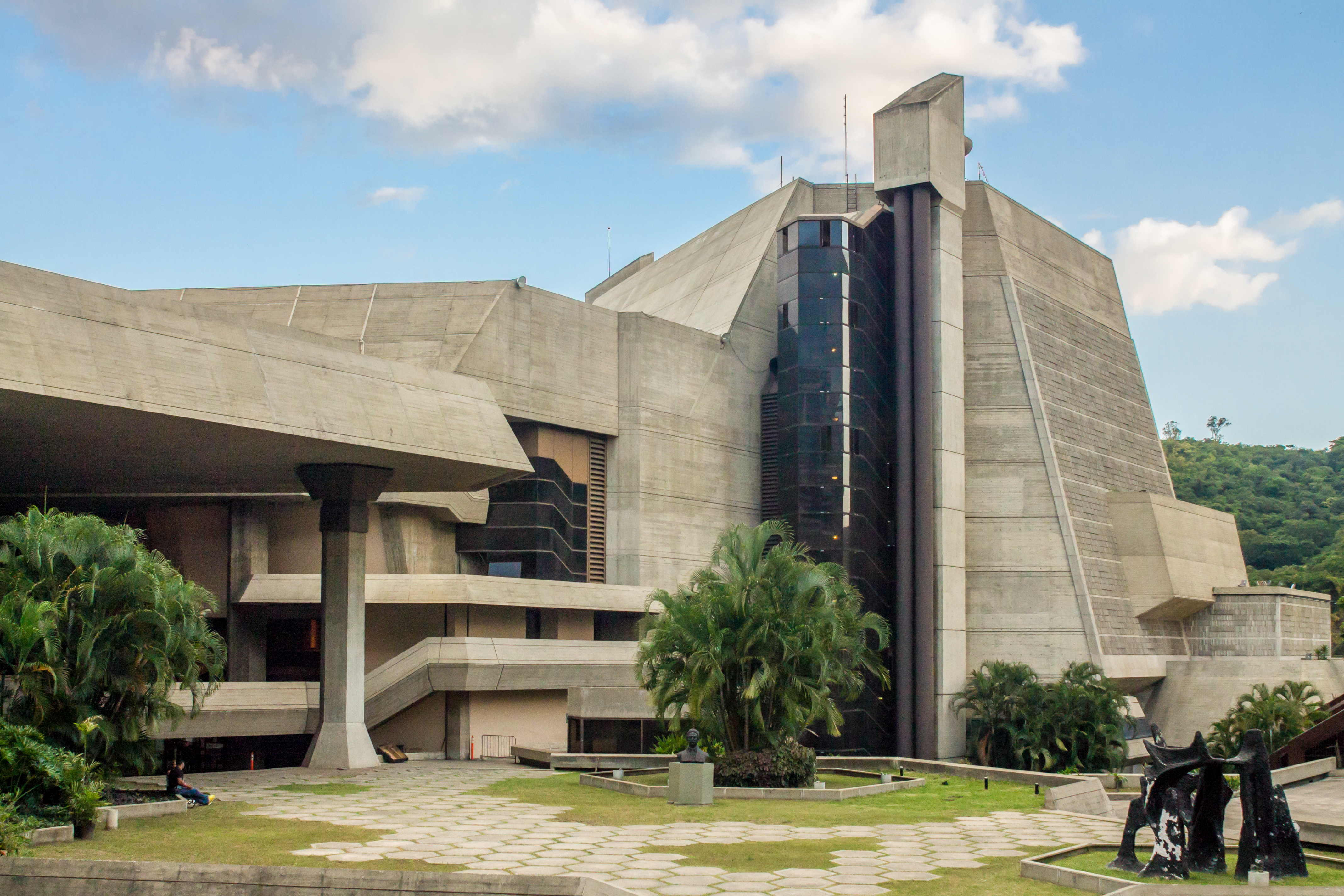
Tổ hợp văn hóa Teresa Carreño
Đền thờ quốc gia (Panteón Nacional)Đền thờ quốc gia (Panteón Nacional)
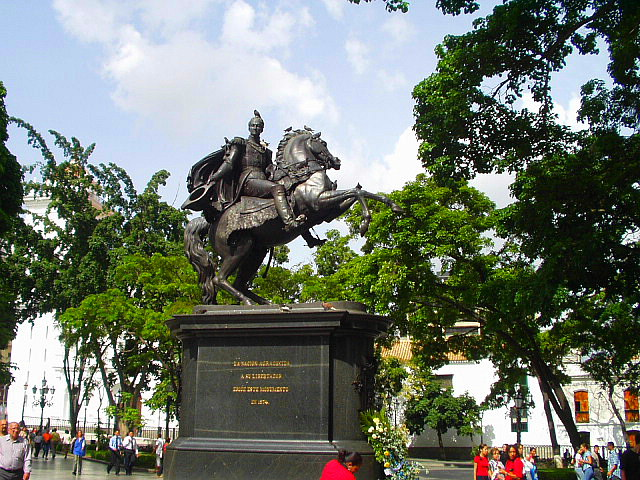
Tượng Simón Bolívar ở Plaza Bolívar, Caracas
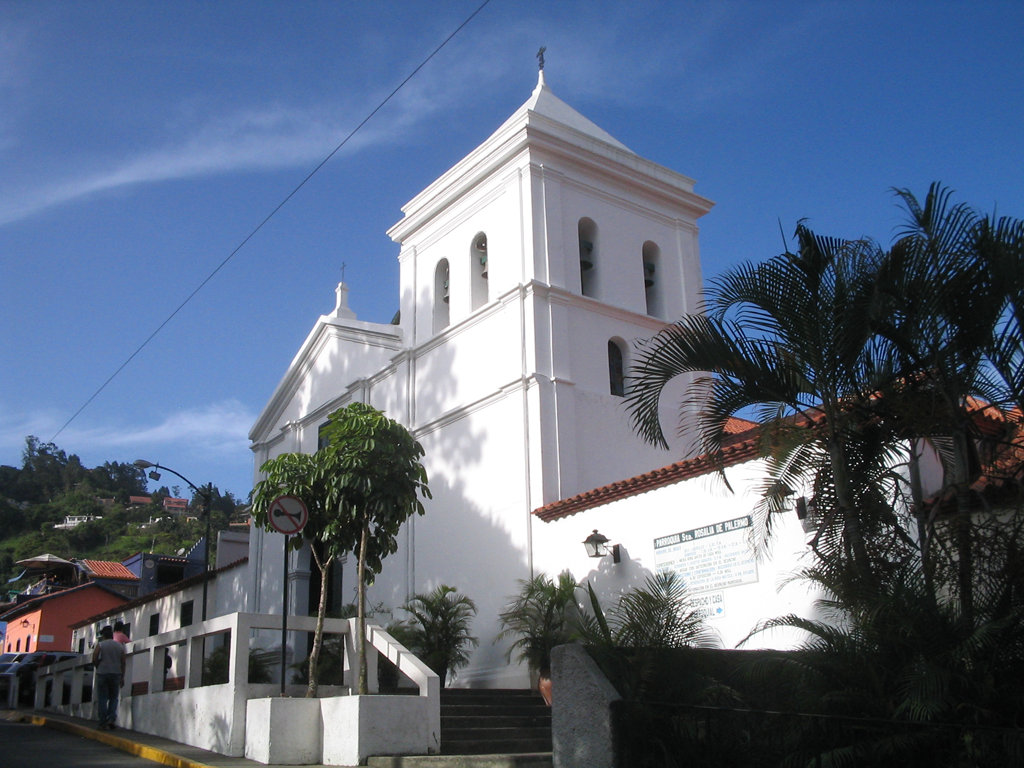
Giáo đường Santa Rosalía de Palermo ở El Hatillo
Pico Oriental của Cerro El ÁvilaPico Oriental của Cerro El Ávila
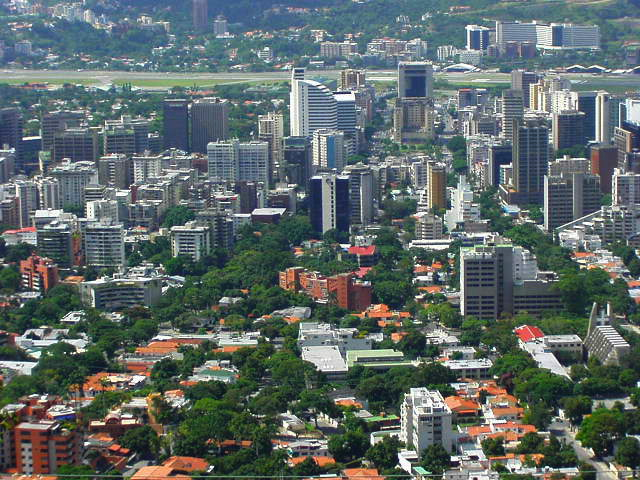
Khu Altamira
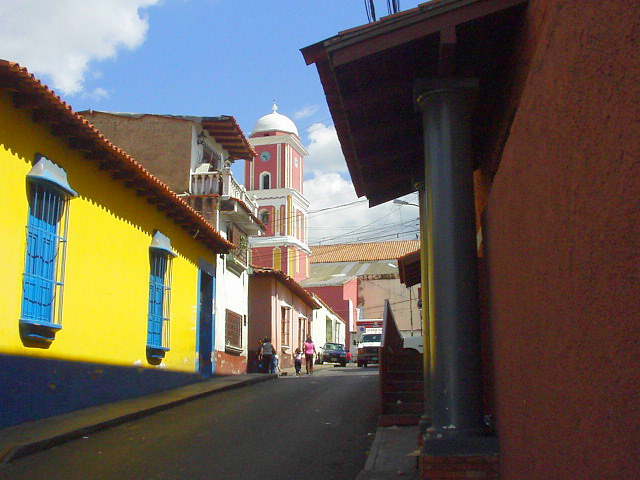
Một đường phố hẹp của phố thuộc địa Petare
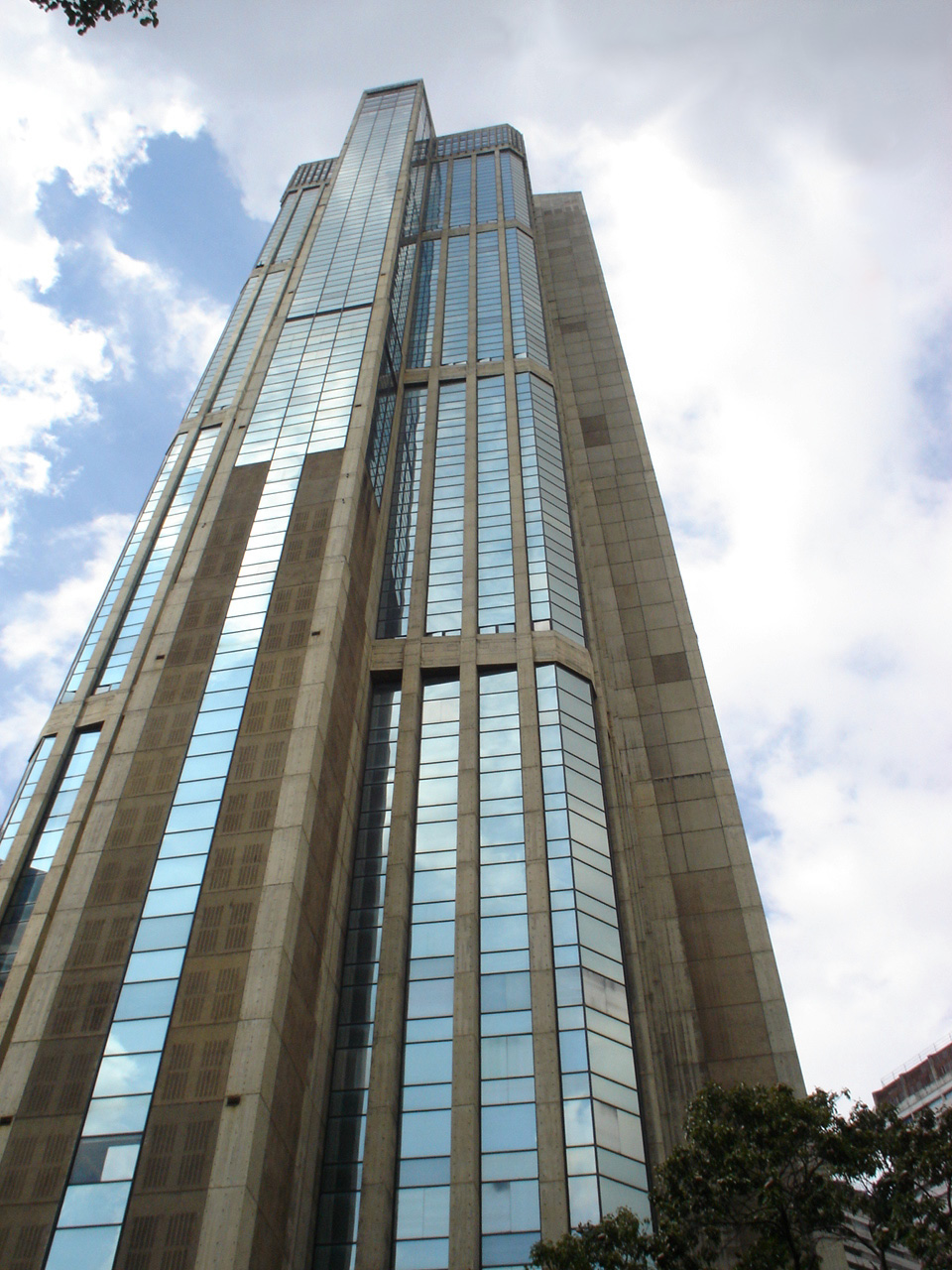
Parque Central